# 吉野岳三
吉野 岳三（よしの がくぞう、1897年 <明治30年> 11月28日 - 1984年 <昭和59年> 3月27日）は、日本の経営者。日興證券元社長、会長。兵庫県出身。位階は従四位。

## 経歴・人物
1919年に東京高等商業学校を卒業し、1925年に川島屋商店に入社した。
1934年に取締役に就任し、1936年に常務、1943年に専務、1944年に日興證券常務、1947年に専務を経て、1952年には社長に就任。1964年から1966年までに会長を務めた。
1962年に藍綬褒章を受章し、1969年4月に勲三等旭日中綬章を受章。
1984年3月27日呼吸不全のために死去。86歳没。死没日付をもって従四位に叙された。